# Julien Absalon
Julien Absalon (nascido em 16 de agosto de 1980) é um ciclista francês, especialista em cross-country de mountain bike, amplamente considerado o maior de todos os tempos nesta disciplina. Representou França nos Jogos Olímpicos de Verão de 2004 e 2008, conquistando duas medalhas de ouro. Também competiu nos Jogos Olímpicos de Londres 2012 no cross-country, mas não conseguiu terminar a corrida.
Participou em quatro Jogos Olímpicos de Verão, entre os anos 2004 e 2016, obtendo ao todo duas medalhas de ouro, em Atenas 2004 e Pequim 2008, ambas na prova de cross country.
Tem ganhado 11 medalhas no Campeonato Mundial de Ciclismo de Montanha entre os anos 1999 e 2016, e 11 medalhas no Campeonato Europeu de Ciclismo de Montanha entre os anos 2002 e 2017.

## Biografia
Julien Absalon descobriu o ciclismo de montanha em 1995. O título mundial juvenil de 1998 abriu-lhe as portas da equipa amador Scott International. Apesar de uma fractura de punho em 2000, passou à equipa profissional Bianchi. Em 2001 começam seus sucessos internacionais, fazendo uma Copa do Mundo com sucesso.
Nos Jogos Olímpicos de Verão de 2004, ganhou a medalha de ouro com um minuto de vantagem sobre o campeão europeu, José Antonio Hermida, e dois sobre Bart Brentjens.
Nos Jogos Olímpicos de Pequim 2008, ganhou seu segundo título olímpico, por adiante de seu compatriota Jean-Christophe Péraud.
Em 2013, com a equipa BMC, volta às posições de pódio, ganhando na Copa de Mont-Sainte-Anne. Durante o Mundial sofreu uma queda nos treinamentos que resultou em duas costelas partidas. Ainda assim, participou na corrida e conseguiu uma meritória sexta posição.

## Palmarés internacional
| Jogos Olímpicos    | Jogos Olímpicos                | Jogos Olímpicos   | Jogos Olímpicos           |
| Ano                | Lugar                          | Medalha           | Competição                |
| ------------------ | ------------------------------ | ----------------- | ------------------------- |
| 2004               | Atenas ( Grécia)               | Medalha de ouro   | Cross country             |
| 2008               | Pequim ( China)                | Medalha de ouro   | Cross country             |
| Campeonato Mundial |                                |                   |                           |
| Ano                | Lugar                          | Medalha           | Competição                |
| 1999               | Åre ( Suécia)                  | Medalha de prata  | Cross country por relevos |
| 2002               | Kaprun ( Áustria)              | Medalha de prata  | Cross country por relevos |
| 2004               | Les Gets ( França)             | Medalha de ouro   | Cross country             |
| 2005               | Livigno ( Itália)              | Medalha de ouro   | Cross country             |
| 2006               | Rotorua ( Nova Zelândia)       | Medalha de ouro   | Cross country             |
| 2007               | Fort William ( Reino Unido)    | Medalha de ouro   | Cross country             |
| 2009               | Camberra ( Austrália)          | Medalha de prata  | Cross country             |
| 2011               | Champéry ( Suíça )             | Medalha de bronze | Cross country             |
| 2014               | Hafjell/Lillehammer ( Noruega) | Medalha de ouro   | Cross country             |
| 2015               | Vallnord ( Andorra)            | Medalha de prata  | Cross country             |
| 2016               | Nové Město ( Chéquia)          | Medalha de bronze | Cross country             |
| Campeonato Europeu |                                |                   |                           |
| Ano                | Lugar                          | Medalha           | Competição                |
| 2002               | Zurique ( Suíça )              | Medalha de ouro   | Cross country por relevos |
| 2003               | Graz ( Áustria)                | Medalha de prata  | Cross country             |
| 2005               | Kluisbergen ( Bélgica)         | Medalha de prata  | Cross country             |
| 2006               | Lamosano ( Itália)             | Medalha de ouro   | Cross country             |
| 2007               | Capadocia ( Turquia)           | Medalha de prata  | Cross country             |
| 2011               | Dohňany ( Eslováquia)          | Medalha de prata  | Cross country             |
| 2013               | Berna ( Suíça )                | Medalha de ouro   | Cross country             |
| 2014               | St. Wendel ( Alemanha)         | Medalha de ouro   | Cross country             |
| 2015               | Chies d'Alpago ( Itália)       | Medalha de ouro   | Cross country             |
| 2016               | Huskvarna ( Suécia)            | Medalha de ouro   | Cross country             |
| 2017               | Darfo Boario ( Itália)         | Medalha de prata  | Cross country             |

## Prêmios, reconhecimentos e distinções
- Bicicleta de Ouro Francesa: 2004, 2005, 2006 e 2007.
- Legião de Honra: 2004
- Oficial da Ordem Nacional do Mérito

## Equipas
- Bianchi (2000-2006)
- Orbea (2007-2012)
- BMC MTB Racing Team (2013-Presente)